# 福音書を執筆する聖マタイ
『福音書を執筆する聖マタイ』(ふくいんしょをしっぴつするせいマタイ、伊: San Matteo che scrive il suo Vangelo、英: Saint Matthew Writing His Gospel）は、17世紀イタリア・バロック期の画家カルロ・ドルチが1670年ごろにキャンバス上に油彩で制作した絵画である。聖マタイを主題としており、本来、聖マルコ、聖ヨハネ、聖ルカとともに4人の福音書記者を描いた連作の一部をなしていた。作品は1969年以来、ロサンゼルスのJ・ポール・ゲティ美術館に所蔵されている。

## 作品
ドルチは生地フィレンツェでその生涯のほとんどを過ごしたが、その作品は17世紀ヨーロッパ各地で名声を得た。彼は子供のころから敬虔なキリスト教徒であり、生涯聖ベネディクトゥス信者会に属し、その信仰心が彼の芸術の原動力となっていた。ドルチの友人で伝記作者のフィリッポ・バルディヌッチは、絵を見る者が自分と同様に敬虔な信仰心を抱くよう、宗教的な主題しか描かないことをドルチが誓ったと伝えている。
ドルチの洗練され、輝くような作品は17世紀の芸術庇護者たち、とりわけ彼の故郷フィレンツェの芸術庇護者たちに好まれた。画家が4人の福音書記者を描いた連作は、彼の聴罪司祭の1人のおそらくドメニコ・カルパンティ (Domenico Carpanti) のために描かれ、売却された。同時期の記録によると、1点につきわずか100スクーディで、画家の原材料費を賄うのがやっとの価格であった。そのような行為は、敬虔なドルチの聴罪司祭への敬愛を反映している。 
ドルチは1650年ごろから大型の作品に加え、半身像の聖人像を描くようになった。本作の主題である聖マタイは徴税の仕事をしていたが、イエス・キリストに選ばれて使徒となった。「マタイによる福音書」はイエスに関する記述の詳しさから、彼を実際に知ることのできたマタイ本人が執筆したと考えられる。マタイが福音書を執筆する場面が描かれる時は、天使が付き添う。画中の聖マタイは、彼の福音書の冒頭の言葉を記しているが、それは彼の母語であるヘブライ語で正確に再現されている。ドルチに典型的な細密な筆致で、聖人の羽毛のような髭の質感、重い衣服の柔らかさ、そして爪の中の汚れまでもが克明に表現されている。